# Semih Korhan Güner
Semih Korhan Güner (* 5. Dezember 1984 in Eskişehir) ist ein türkischer Filmregisseur, Drehbuchautor und Filmproduzent.

## Leben und Karriere
Semih Korhan Güner wuchs in Istanbul auf. Er studierte Film an der Marmara-Universität in Istanbul und Drehbuch / Regie an der Kunsthochschule für Medien Köln. Seit 2016 lebt er in Deutschland.
Er produzierte den Langfilm Milch ins Feuer, wofür er auf dem Filmfest München 2024 den Förderpreis Neues Deutsches Kino erhielt.

## Filmografie (Auswahl)
- 2013: Ardil (The Eclipse)[4] – Regie, Drehbuch
- 2015: Duvarların Ardında (Behind the Walls)[5] – Regie, Drehbuch
- 2018: Boy[6] – Regie, Drehbuch
- 2018: Leuchtkörper[7] – Regie, Drehbuch
- 2021: Vor der Leinwand[8] – Regie, Drehbuch
- 2024: Milch ins Feuer – Produzent

## Auszeichnungen
- 2021 Nominierung First Steps Award für Vor der Leinwand[2]
- 2022 Galata Stipendium der Stadt Köln[9]
- 2024 Förderpreis neues Deutsches Kino (beste Produktion)<refname="FFM" />